# Махно Юрій Іванович
Юрій Іванович Махно (нар. 13 лютого 1938, Кірово, Миколаївська область, УРСР) — радянський український футболіст та тренер, виступав на позиції півзахисника. Заслужений тренер України, заслужений працівник фізичної культури і спорту України.

## Кар'єра гравця
Народився 13 лютого 1938 року. У дитинстві активно захоплювався спортивною гімнастикою, але віддав перевагу футболу, потрапивши в юнацьку команду кіровоградської «Зірки», де займався під керівництвом тренера Андрія Галатенка. У 1959 році тренувався з головною командою, але не зміг виграти конкуренцію у гравців основи. У 1961 році закінчив факультет фізичного виховання Кіровоградського педагогічного інституту, після чого був направлений до Світловодська, де виступав за місцевий «Авангард». Тривалий період часу був капітаном місцевої команди. У 1963 році намагався розпочати професіональну кар'єру, перейшовши 1963 року до олександрійського «Шахтаря», який виступав у Класі Б. Однак у чемпіонаті СРСР за гірників не зіграв жодного поєдинку. Після цього повернувся до «Авангарда», де й завершив кар'єру футболіста.

## Кар'єра тренера
По завершенні кар'єри гравця розпочав роботу в ДЮСШ міста Новогеоргієвська (згодом — Світловодська). Потім став тренером світловодської команди «Авангард», укомплектованої переважно гравцями місцевої ДЮСШ. З 1975 року — начальник команди в кіровоградській «Зірці». У тому ж році клуб став володарем Кубка УРСР. Працював на тренерських й адміністративних посадах в кіровоградській команді, у 1982 році, протягом першої половини сезону був старшим тренером команди. З 1982 року й на даний час очолює фізкультурно-спортивне товариство «Колос». Під його керівництвом починали свою кар'єру Валерій Гошкодеря, Микола Федоренко, Борис Білоус, Олексій Іонов, Вадим Євтушенко, Микола Латиш, Михайло Михайлов.
Працював делегатом ФФУ на матчах Вищої ліги чемпіонату України. Так само займався розвитком дитячо-юнацького футболу в Кіровограді та області, був членом виконкому обласної федерації футболу. У травні 1992 року, в результаті нещасного випадку втратив обидві ноги, але тим не менш продовжив роботу. У 1998 році удостоєний звання «Заслужений тренер України» за підготовку спортсменів для команд вищої ліги. У 2008 році нагороджений «Золотим знаком пошани ПФЛ України». Почесний громадянин міст Бобринець і Світловодськ. У 2000-2005 роках в Світловодську проводився всеукраїнський турнір серед дітей на призи заслуженого тренера України Юрія Махна.

## Сім'я
Син — Геннадій Махно — український футбольний арбітр, обслуговував матчі Першої ліги чемпіонату України. По завершенні кар'єри став спостерігачем арбітражу та тренером.